# Euproctis sphalera
Euproctis sphalera är en fjärilsart som beskrevs av Collenette 1930. Euproctis sphalera ingår i släktet Euproctis och familjen tofsspinnare. Inga underarter finns listade i Catalogue of Life.